# آراشی‌یاما (کیوتو)

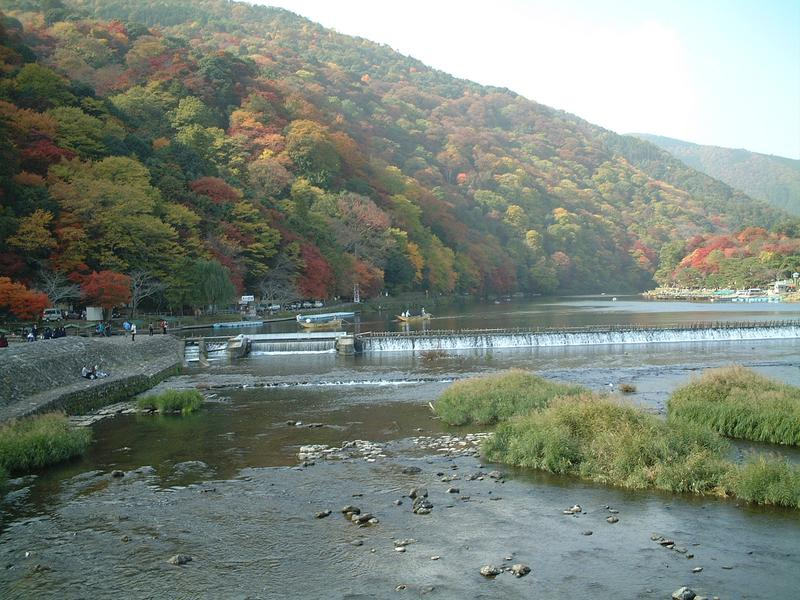
آراشی یاما

آراشی‌یاما (انگلیسی: 嵐山 Arashiyama) نام یک ناحیه و همچنین نام یک کوه در غرب کیوتو در ژاپن است. این کوه در کنار رود کاتسورا قرار دارد.